# 圣卢西亚工党

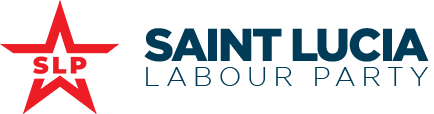
圣卢西亚工党标志

圣卢西亚工党（英語：Saint Lucia Labour Party，缩写为SLP）是圣卢西亚的一个社会民主主义政党。该党成立于1950年10月。该党是拉美和加勒比政党常设会议、圣保罗论坛和进步联盟的成员。目前，该党是是圣卢西亚的执政党。